# 緩解
缓解是指疾病的症狀和徵候减轻或消失。 这个术语也可以用来指代症状减轻的这段时期。 缓解可以分为部分缓解和完全缓解。每种疾病、疾病类型或临床试验都可以有其自身对部分缓解的定义。例如，癌症的部分缓解可能被定义为通过体检、放射影像检查，或通过血液检查或尿液检查中的生物标记水平所测得的肿瘤生长可测量参数减少50%或更多。
完全缓解，也称为全面缓解，是指疾病的征象和症状完全消失。处于完全缓解状态的患者可能被认为已治愈或康复。复发是指疾病症状在缓解一段时间后重新出现。在癌症治疗中，医生通常避免使用“治愈”一词，而倾向于使用“无疾病证据”（NED）来描述癌症的完全缓解，这并不排除复发的可能性。
在精神障碍中，通常不区分部分缓解和完全缓解。例如，被诊断为人格障碍的患者最初必须符合预定义列表中的一组或部分标准，在这种情况下，缓解被定义为不再满足诊断所需的标准。在这种情况下，患者仍可能表现出一些症状，但其严重程度或频率已降至不需要重新诊断的亚临床水平。一般会要求维持这个状态几个月之后才宣称缓解。
对于某些出现缓解的疾病，特别是那些尚无已知治愈方法的疾病（如多发性硬化症），缓解通常被认为永远是部分性的。